# Javonte Smart
Javonte Dedrick Smart (Baton Rouge, 3 giugno 1999) è un cestista statunitense.

## Palmarès

### Club

#### Competizioni nazionali
- Campionato serbo: 1

Stella Rossa: 2023-2024
- Coppa di Serbia: 1

Stella Rossa: 2024

#### Competizioni internazionali
- Lega Adriatica: 1

Stella Rossa: 2023-24